# قرناء (أسطورة)
المُقَرَّنة أو الحية القرناء أو ذات القرنين هو مخلوق من أساطير الإغريق، وهو ثعبان مرن مرونة تكاد لا تصدق - لدرجة أنه يقال أنه ليس لديه عمود فقري. قد تحتوي المقرنة على قرنين كبيرين يشبهان قرون الكبش أو أصغر منهما. تخفي المقرنة رأسها في الرمال ولا تبرز من السطح سوى القرون. يهدف هذا إلى خداع الحيوانات الأخرى وجعلها تعتقد أنها طعام. ما إن يقترب حيوان منها حتى تقتله.

## طالع المزيد
- قرناء